# 6659 Pietsch
6659 Pietsch este un asteroid din centura principală, descoperit pe 24 decembrie 1992, de Takeshi Urata.